# 霍明齊 (赫梅利尼茨基區)
49°25′25″N 26°37′58″E / 49.42361°N 26.63278°E
霍明齊（烏克蘭語：Хоминці）是位於烏克蘭西部的村莊，由赫梅利尼茨基州裡赫梅利尼茨基區的近衛軍村市鎮負責管轄。該村始建於1693年，面積1.5平方公里，海拔高度329米，2001年人口194，人口密度每平方公里129.3人。